# Herakleische Dynastie
Die sogenannte Herakleische Dynastie stellte von 610 bis 695 und von 705 bis 711 die Kaiser im byzantinischen Reich und einige Exarchen von Karthago und Ravenna. Der erste nachgewiesene Angehörige dieser Dynastie war der möglicherweise aus Armenien stammende Feldherr Herakleios der Ältere, der seine Karriere im vorletzten Römisch-Persischen Krieg begann und später als Exarch von Karthago den Usurpator Phokas stürzte. Der letzte Vertreter der Dynastie war Tiberios, Sohn und Thronfolger von Justinian II., der 711 im Alter von sechs Jahren ermordet wurde. Die Dynastie bewältigte den Übergang von der Spätantike in das Mittelalter, der das vormals oströmische Reich endgültig in ein griechisch geprägtes Großreich umwandelte und mit dem Verlust von 75 % des Herrschaftsgebietes einherging. Prägende Ereignisse waren die Islamische Expansion, die am Taurus in Kleinasien zum Stehen gebracht werden konnte und die Landnahme der Slawen auf dem Balkan, deren Folgen durch Zwangsumsiedlungen abgemildert wurden, ebenso wie der Einfall der Protobulgaren.
| Kaiser          | Vollständiger Name                   | Regierungszeit  | Anmerkungen |
| --------------- | ------------------------------------ | --------------- | --- |
| Herakleios      | Flavios Herakleios                   | 610–641         | durch Herakleios; Caesar: Konstantin (?, 617–?631)                                                                            |
| Athalarich      | Ioannes Athalarichos                 | 637?            | Usurpator in Konstantinopel                                                                                                   |
| Konstantin III. | Flavios Herakleios Neos Konstantinos | 641             | Mitkaiser seit 613, mit Heraklonas                                                                                            |
| Heraklonas      | Konstantinos Herakleios              | 641             | Mitkaiser seit 638 (Caesar seit 632), mit David Tiberios (Caesar seit 638) und Martinos (?Caesar seit 639); Regentin: Martina |
| Konstans II.    | Flavios Herakleios Konstantinos      | 641–668/69      | 641 Mitkaiser des Heraklonas; Regenten: Valentinos (642–643/44, ?Caesar 642, Usurpator 641 und 644/45), Gregoria (?, bis 649) |
| Konstantin IV.  | Konstantinos Pogonatos               | 668/69–685      | Mitkaiser seit 654, 659–681 mit Herakleios und Tiberios                                                                       |
| Justinian II.   | Flavios Iustinianos Rhinotmetos      | 685–695 705–711 | Mitkaiser seit 681 ab 706 mit Tiberios; Caesar: Terwel                                                                        |